# Coll del Forn (Estoer)
El Coll del Forn és una collada dels contraforts nord-orientals del Massís del Canigó, a 698,4 metres d'altitud, en el límit dels termes comunals de Clarà i Villerac i d'Estoer, tots dos a la comarca del Conflent (Catalunya del Nord).
Està situat just a migdia del Puig d'en Toseire i al nord, més llunyà, del Roc dels Moros. És just a llevant del Clot de Pomers, del terme de Clarà i Villerac.
És un coll pel qual passen moltes de les rutes excursionistes pel Massís del Canigó.